# آسار سباستاتسی
آسار سباستاتسی (ارمنی: Ասար Սեբաստացի؛ انگلیسی: Asar Sebastsi زادهٔ ۱۶۶۵ - درگذشته دهه ۱۶۰۰) حدود سده‌های ۱۶ام - ۱۷ام میلادی، دانشمند، پزشک اهل ارمنستان بود.

## زندگی‌نامه
وی در ۱۵۶۵ در سباستیا به دنیا آمد .  وی در دهه ۱۶۶۰ درگذشت.